# Musée d'histoire naturelle de Vienne
Pour les articles homonymes, voir Musée d'histoire naturelle.

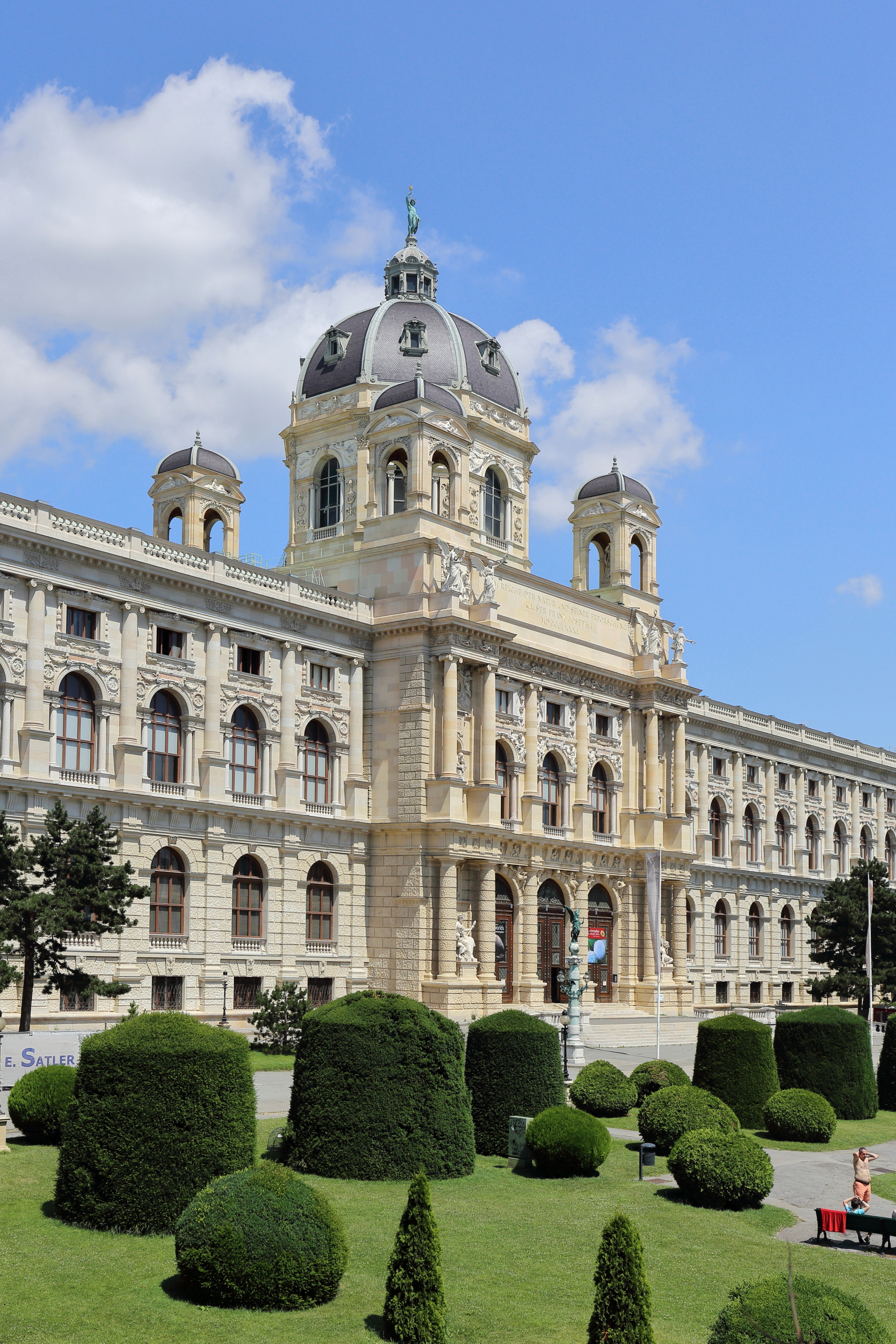
Façade du Musée.

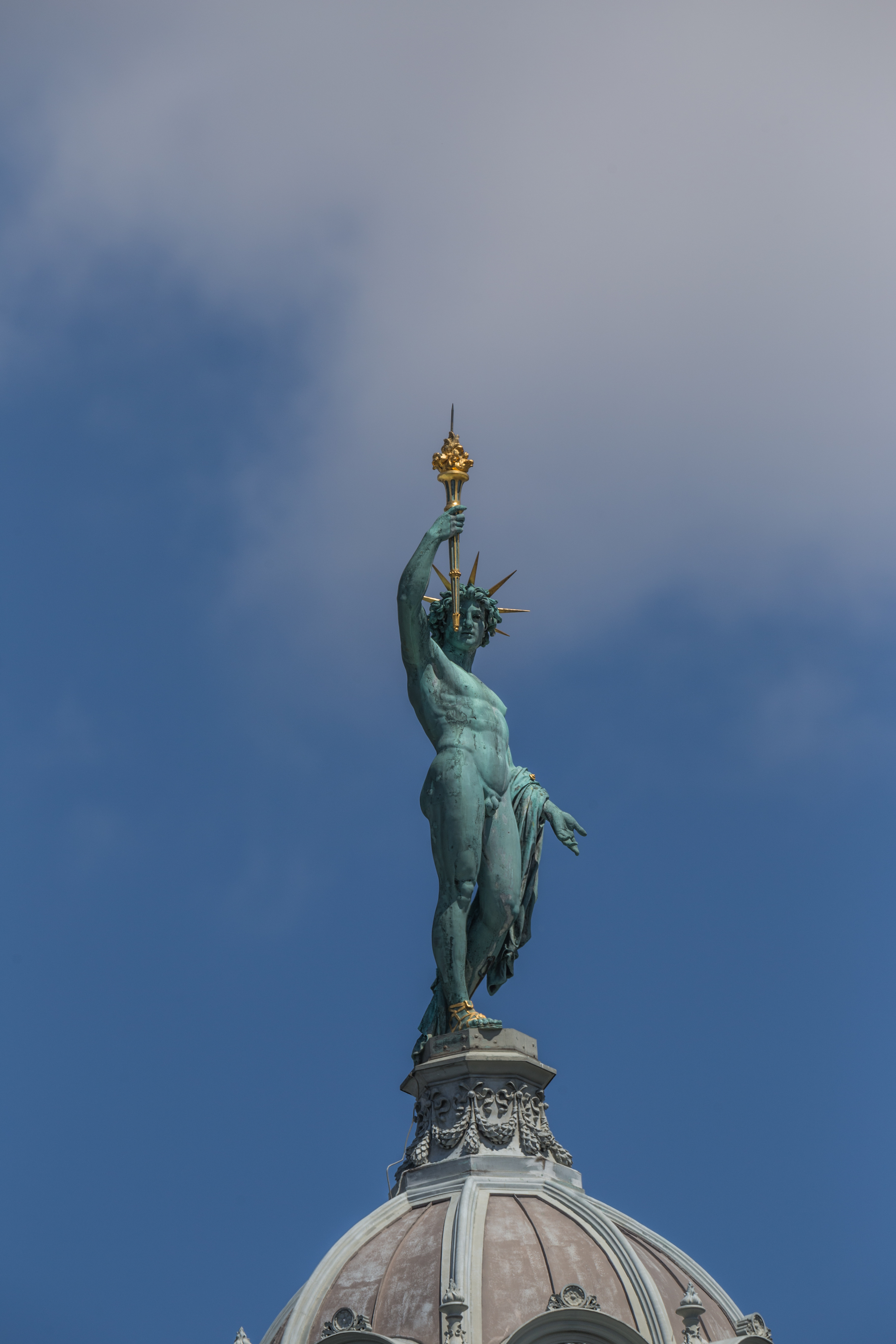
Helios, personnage principal sur le dôme, Johannes Benk

Le musée d'histoire naturelle de Vienne, en allemand Naturhistorisches Museum Wien, est l’un des plus grands musées autrichiens. Il a été ouvert en 1889, soit deux ans avant le musée d'Histoire de l'Art, qui lui fait face. Les deux musées ont la même façade et se distribuent de part et d’autre de la place Marie Thérèse. Il a été construit pour abriter les très riches collections d’histoire naturelle des Habsbourg.

## Historique
Les premières collections sont rassemblées, en 1750, par l'empereur François Ier par l’achat des collections d’histoire naturelle du Florentin, le chevalier Johann von Baillou (1679-1758). Celui-ci en sera le premier conservateur. Cette collection, de 30 000 objets, contenait principalement des minéraux, des roches, des fossiles, des coquillages, et des pierres précieuses. Bientôt, les collections devinrent si riches que la résidence royale n’y suffit plus. Naquit, en 1857, le projet de bâtir deux grands musées, tant pour conserver les collections, que pour les mettre en valeur. Leur construction fut confiée aux architectes Gottfried Semper (1803-1879) et Karl von Hasenauer (1833-1894) et débuta en 1871. Celle-ci s’acheva dix-huit ans plus tard et les musées furent inaugurés par François-Joseph (1830-1916) et ouvrirent au public en 1889 et 1891, respectivement.

## Les différentes collections

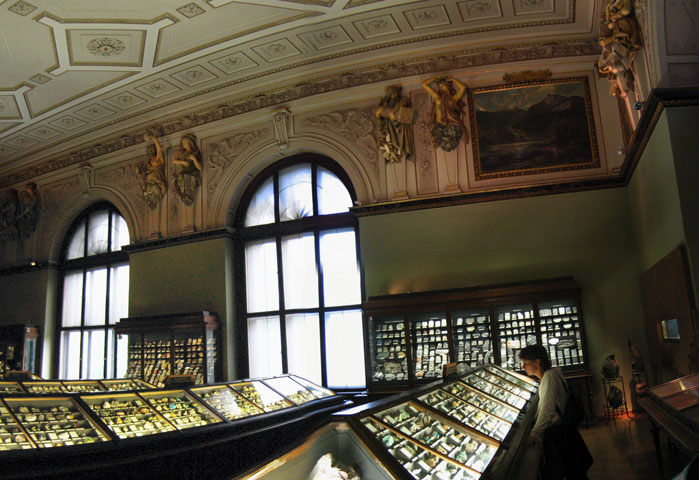
La salle de minéralogie.

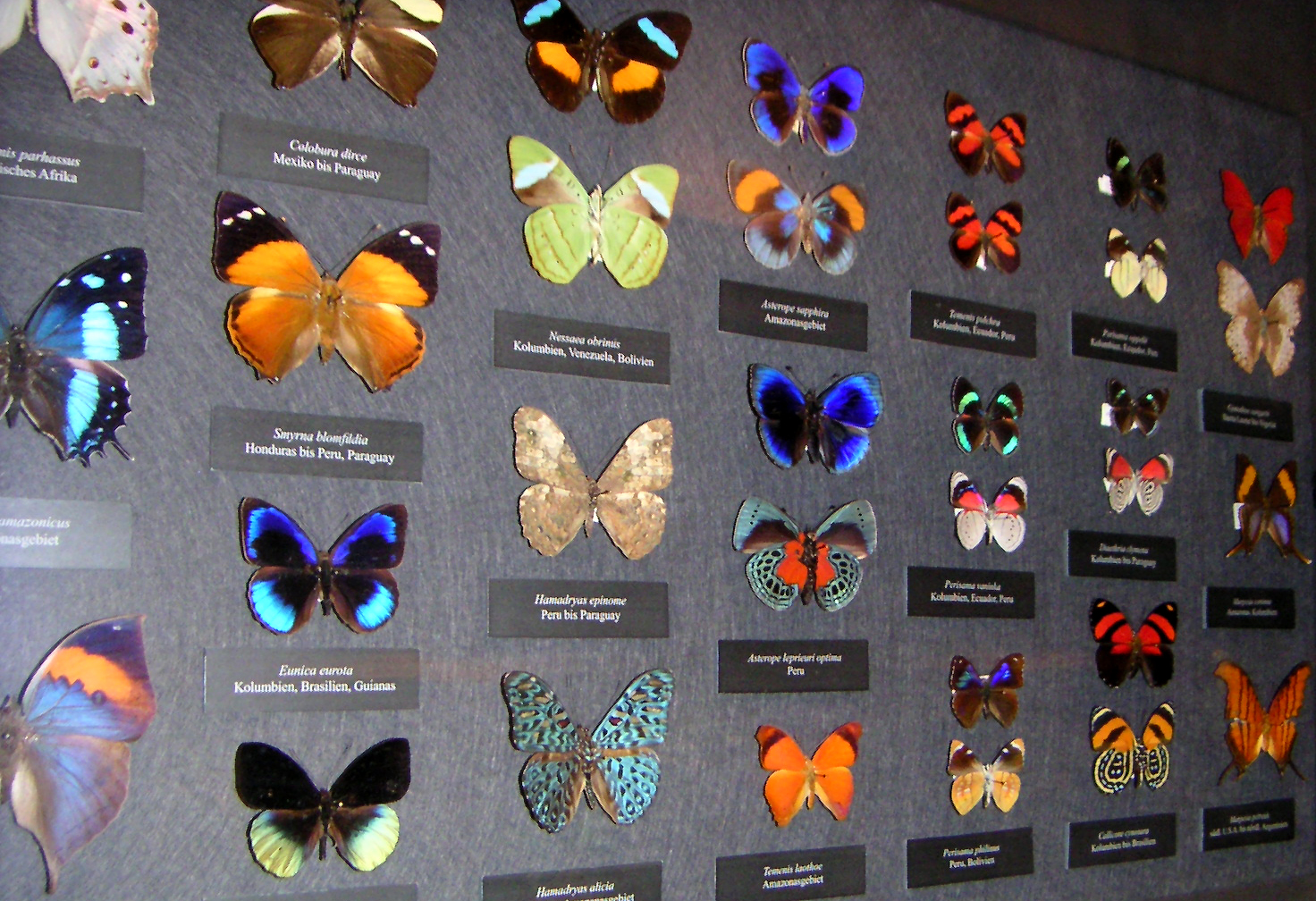
Vitrine de papillons.

- La collection de minéralogie et de pétrographie rassemble 150 000 objets catalogués dont 15 % sont exposés au public. La galerie de météorites, de loin la plus vaste du monde, est remarquable : y sont exposés certaines des météorites les plus rares.
- La collection de botanique comprend un herbier de phanérogames de 4 000 000 de spécimens, de cryptogames de 1 500 000 spécimens, d’échantillons de bois de 6 500 spécimens, de préparation microscopique d’environ 2 000 spécimens, etc.
- La collection de vertébrés compte 800 000 exemplaires dont plus de 500 000 poissons (surtout conservés en alcool), 200 000 reptiles et batraciens, plus de 100 000 oiseaux (montés, sous forme de peaux, de squelettes, d’œufs, de nids), etc.

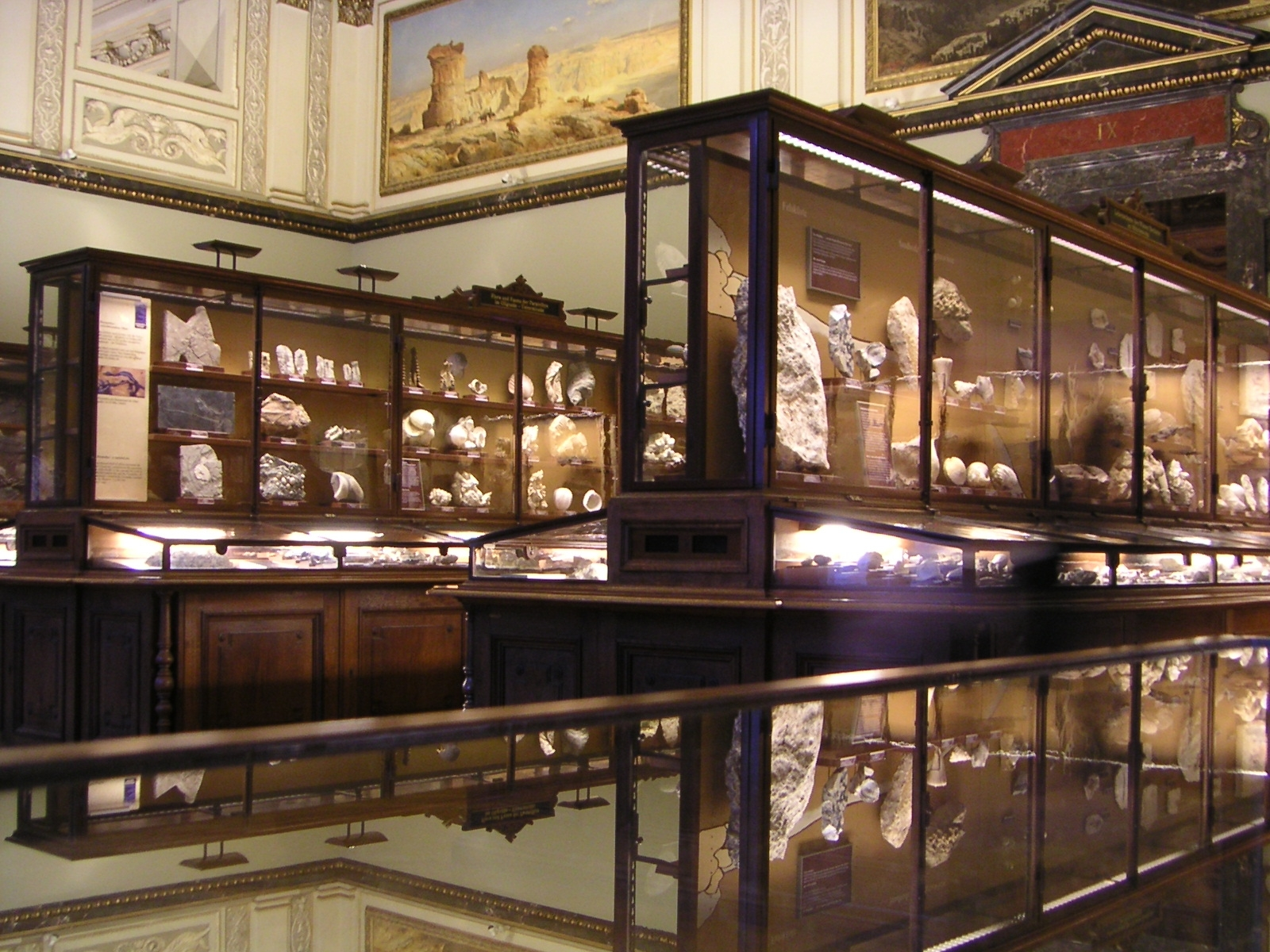
Salle de Paléontologie.

- Les collections entomologiques ont commencé à être assemblées par Josef Natterer (1786-1852) qui rapporte de son voyage du Brésil environ 60 000 spécimens. Elles ont la chance de ne pas être conservées au même endroit que les autres collections entomologiques de l’empereur et d’échapper ainsi aux flammes qui ravagèrent le cabinet de curiosités impérial lors de la révolution de 1848. Des entomologistes fameux contribuèrent à l’augmentation ou à l’étude des collections comme Ludwig Redtenbacher (1814-1876) pour les coléoptères, Friedrich Moritz Brauer (1832-1904) pour les neuroptères, Henri de Saussure (1829-1905) pour les hyménoptères, Gustav L. Mayr (1830-1908) pour les hémiptères, Ignaz Rudolph Schiner (1813-1873) pour les diptères, Cajetan Freiherr von Felder (1814-1894), Rudolf Felder (1842-1871) et Alois Friedrich Rogenhofer (1831-1897) pour les lépidoptères. Après le transfert des collections dans les nouveaux bâtiments, des nombreux spécialistes vont contribuer à l’enrichissement de celles-ci : Ludwig Ganglbauer (1856-1912) et Karl Holdhaus (1883-1975) pour les coléoptères, Alois Friedrich Rogenhofer (1831-1897) et Hans Rebel (1861-1940) pour les lépidoptères, Franz Friedrich Kohl (1851-1924) et Franz Maidl (1887-1951) pour les hyménoptères, Friedrich Moritz Brauer (1832-1904) pour les diptères et les neuroptères, Eduard Reimoser (1866-1940) pour les araignées et Anton Handlirsch (1865-1935) pour les insectes fossiles. Les collections de diptères comptent environ 800 000 exemplaires (dont 6 000 types), 500 000 exemplaires pour les hémiptères[1], plus d’un million d’exemplaires pour les hyménoptères, environ 3,5 millions d’exemplaires montés dont 40 000 types.

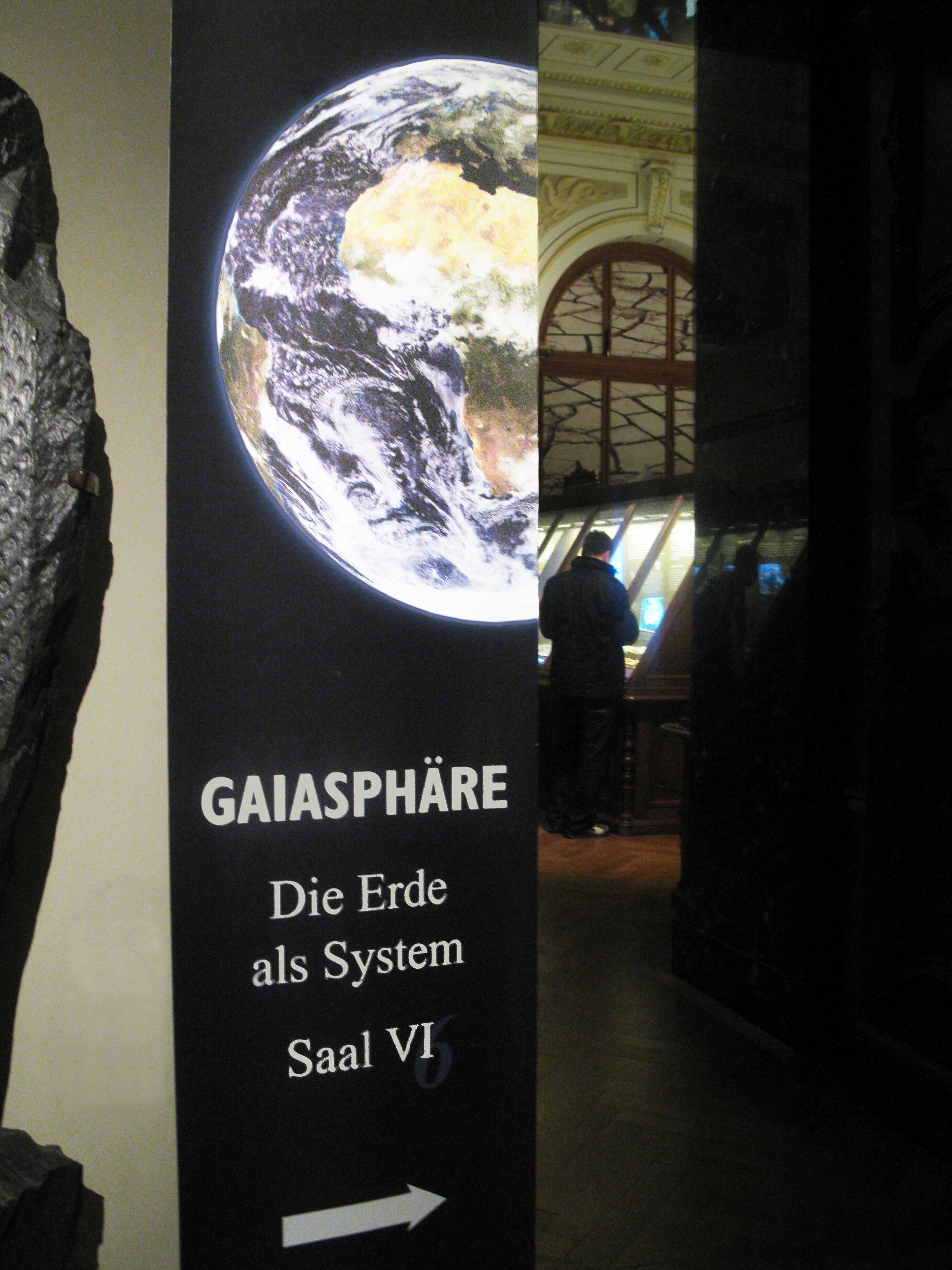
Salle de Géonomie.

- Les collections d’invertébrés sont riches d’environ 700 000 spécimens de mollusques dont 2 500 types, environ 15 000 araignées, 7 000 pseudoscorpions, 10 000 opilions, 20 000 spécimens de myriapodes... De nombreuses collections historiques y sont regroupées comme celles de Aloïs Humbert (1829-1887), d’Henri de Saussure (1829-1905), Robert Latzel (1845-1919), Filippo Silvestri (1873-1949), Henri W. Brölemann (1860-1933), Ludwig Carl Christian Koch (1825-1908), Ferdinand Karsch (1853-1936), Ferdinand Stoliczka (1838-1874), Jacques Philippe Raymond Draparnaud (1772-1804), Carl Ludwig Doleschall (1827-1859), etc.
- Les collections paléontologiques comptent 3,2 millions de spécimens de différents types, notamment le squelette presque entier d'un Dinothérium découvert en 1883 dans un gouffre à Trebendorf[2], dans le bassin d'Egra.
- Parmi les autres départements du Musée, il faut signaler celui sur l’histoire des sciences possédant plus d’un million d’objets, et comportant entre autres des salles ou vitrines thématiques consacrées à l'expédition du Novara ou aux recherches de pionniers scientifiques comme Konrad Lorenz ou Hans Hass.

## Adresse
Naturhistorisches Museum Wien

Burgring 7

A-1010 Wien

Österreich/Autriche

## Source
- Adaptation enrichie de l'article de langue allemande de Wikipédia (version du 5 octobre 2006).